# 一色義清 (戦国時代)
一色 義清（いっしき よしきよ）は、戦国時代の武将、守護大名。

## 概要
幼名は千松丸といい、尾張国知多郡の一色五郎（一色義遠か一色政氏の子）の子供であった。
永正9年（1512年）に丹後国に入国したが、一色義有との続柄ははっきりせず、子や弟、あるいは従兄弟ともいわれる。石川直経が擁立したため「石川御取立の屋形」や「石川の御屋形様」と呼ばれた。義清が守護となった頃の丹後は若狭武田氏の介入や守護代延永氏の下克上などで国内は混乱していた。永正13年（1516年）から翌年にかけて、同族と思われる三河国から「三河より御昇」った一色九郎（成願寺の御屋形様）と争う。義清は一色右馬頭清範の補佐を受け、加悦城主石川直経と共に、一色九郎は守護代延永春信と共に戦いを繰り広げたが、加悦城を攻め落とされ一時没落したこともあったらしい（『東寺過去帳』）。
義清の動静は永正16年（1519年）まで判明している。義清以後の一色義貫流の血脈は断絶する。
また、土岐頼芸、次いで斎藤道三の側室となった深芳野の父ともいうが詳細は不明。なお、深芳野の生んだ斎藤義龍は一色左京大夫と称し、一色氏を名乗っている。